# Insulinoma
El insulinoma es un tumor del páncreas endocrino. Se origina en las células beta, y es más frecuente en cuerpo y cola del páncreas. 

## Cuadro clínico
Los insulinomas cursan con la tríada de Whipple:
- Hipoglucemia, sin tensión baja.
- Síntomas hipoglucémicos al esfuerzo.
- Se corrige al tomar azúcar.

## Diagnóstico
- Mediante los síntomas (diagnóstico clínico).[3]
- Pruebas de laboratorio: pruebas de detección de insulina, test del hambre, y determinación de insulina plasmática.
- Radiología: ecografía, resonancia magnética nuclear, TAC, arteriografía, etc.

## Tratamiento
Consiste en cirugía, que puede ser mínima o llegar a un trasplante de páncreas.